# Église Notre-Dame-des-Marais de La Ferté-Bernard
Pour les articles homonymes, voir Notre-Dame-des-Marais.
L'église Notre-Dame-des-Marais est située à la Ferté-Bernard. Elle est classée au titre des monuments historiques par la liste des monuments historiques de 1840.

## Localisation
L'église est située à côté de la Place Carnot, dans le centre-ville, sur un marais asséché.

## Description

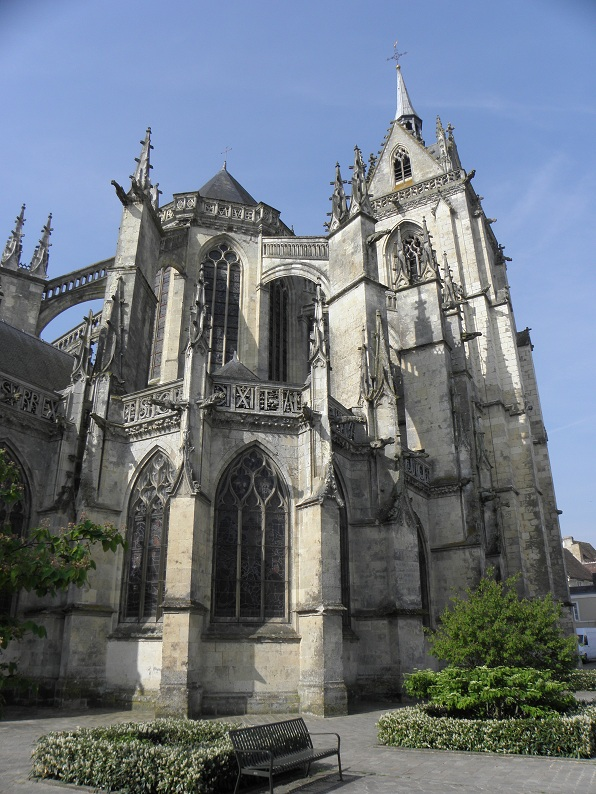
Le côté nord avec la tour-clocher et son toit en double bâtière avec sa petite flèche

La chœur et le transept sont construits d'après le style gothique. À l'intérieur, en hauteur, un balcon est soutenu par des piliers en forme des lettres qui dessinent un hymne à la Vierge. Possède un orgue datant de 1532, restauré et reconstitué en 1986, possédant 2 claviers, un pédalier et 17 jeux, classé monument historique. Le buffet lui aussi est classé monument historique.

## Histoire
En 1366, une chapelle est érigée en paroisse. La communauté des habitants de la Ferté-Bernard entreprend de construire l'église Notre-Dame-des-Marais dans la seconde moitié du XVe siècle. La construction est commencée par la nef, le transept sans saillie et les deux premières travées du chœur côté nord. La tour constitue le bras nord du transept. La nef et le transept ont été construits dans une architecture très simple. La hauteur des voûtes ne dépasse pas 17 m. C'est dans la tour carrée du clocher élégamment décorée portant un toit en double bâtière avec une petite flèche en bois recouverte de plomb et atteignant 50 m que les habitants ont choisi de placer la représentation de leur prestige.
Le roi Charles VII avait accordé des aides à la ville pour fournir à la réparation des remparts ainsi qu'à certain édifice d'une tour et d'autres réparations que l'on fait à présent à l'église. Cette aide avait été prolongée en 1468 par Louis XI. Un terrain a été acheté en 1484 pour permettre d'allonger la nef.
Pour permettre de donner au vaisseau central sa longueur actuelle vers l'est, des terrains ont été achetés en 1505 et 1524. Le chœur est entrepris après la nef. Une piscine près de l'autel de la Passion porte les armes de Louis XII montrant que le collatéral nord est terminé sous son règne.
Sur le déambulatoire sont construites trois chapelles. La chapelle d'axe est construite suivant un plan semblable à celui adopté à la cathédrale du Mans, avec trois travées droites et un chevet à trois pans. Ces chapelles ont été entreprises par Jérôme Gouin (mort vers 1526), puis par Jean Texier (mort avant 1531). Jéan Texier était le cousin de son homonyme constructeur du clocher neuf de la cathédrale de Chartres qui était aussi appelé Jean de Beauce. Les chapelles ont été bénites en 1529. La chapelle d'axe a été vitrée en 1533 et 1534. Les verrières de la chapelle pentagonale sud sont posées en 1540. 
Mathurin Delaborde, qui est aussi le maître maçon de la ville de Chartres et le gendre de Jean de Beauce, est chargé depuis 1535 des travaux de l'église Notre-Dame-des-Marais. Les voûtes des chapelles pentagonales sud et nord portent les datent de 1543 et 1544. C'est Viollet-le-Duc qui a donné une célébrité à la voûte de la chapelle nord en la choisissant pour illustrer dans son Dictionnaire l'article sur la Construction consacré aux plafonds de pierre portés par des arcs qu'il attribuait à une influence anglaise. On constate une profusion de clés pendantes dans la chapelle du chevet.

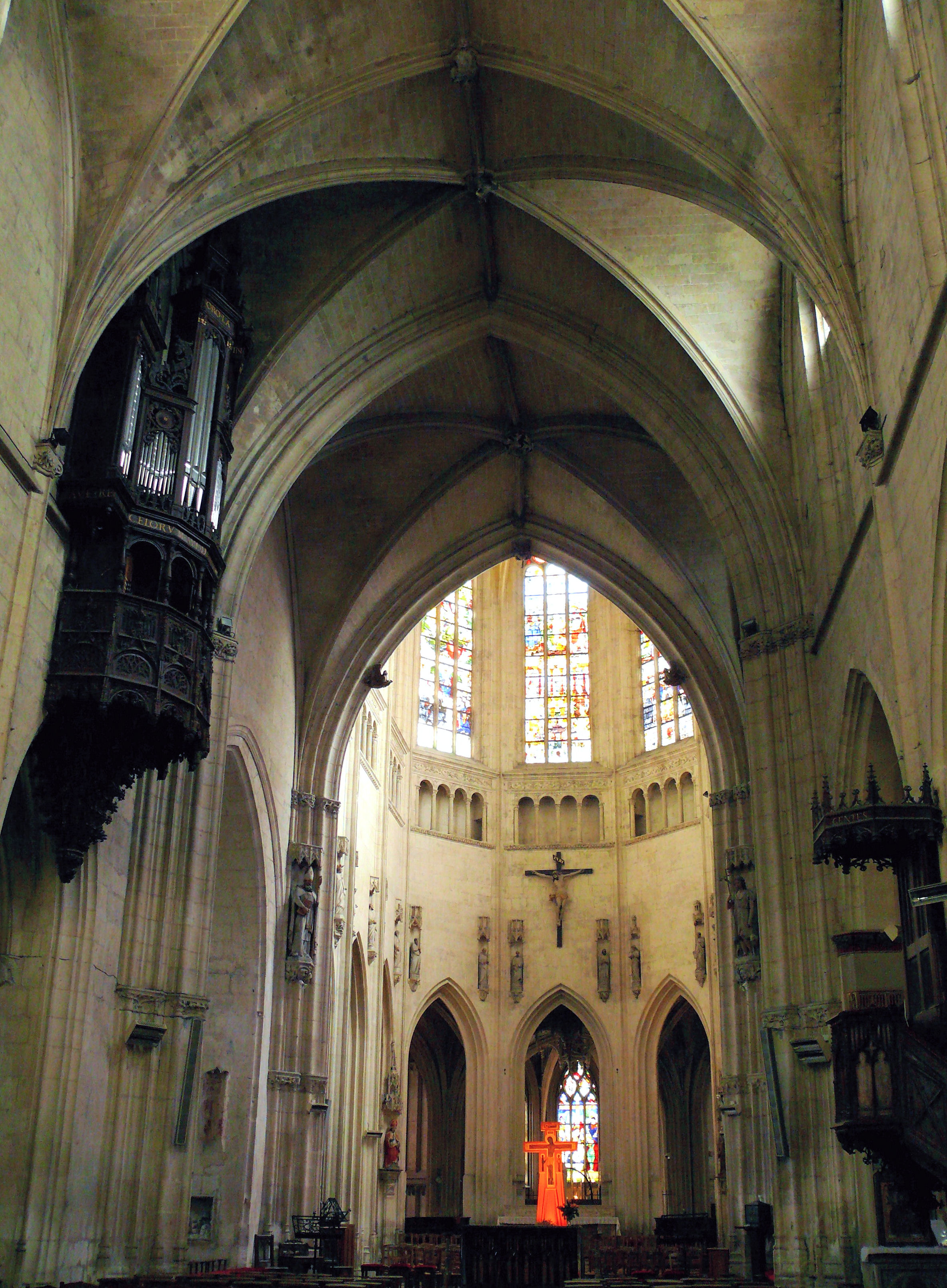
Nef
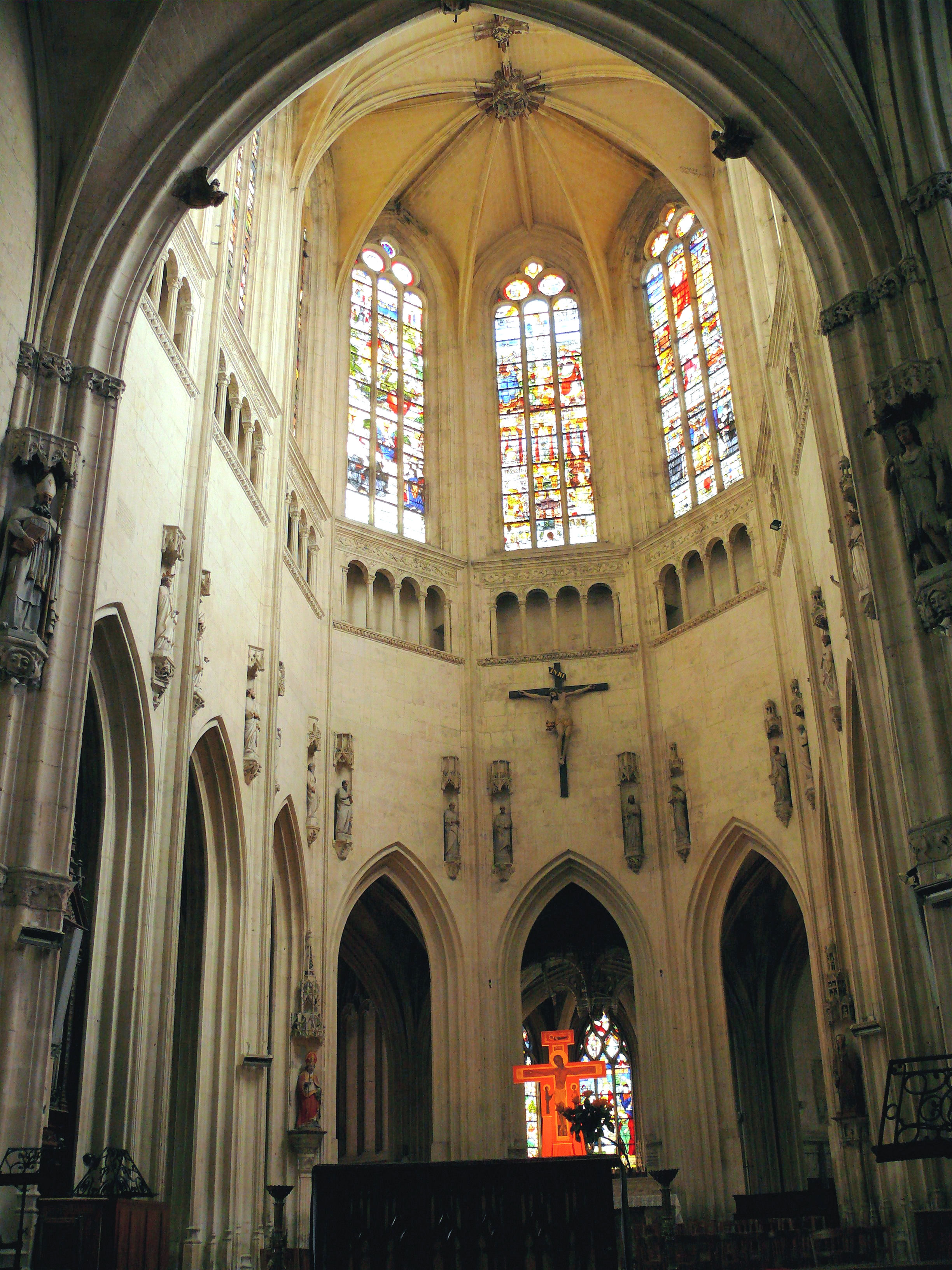
Chœur
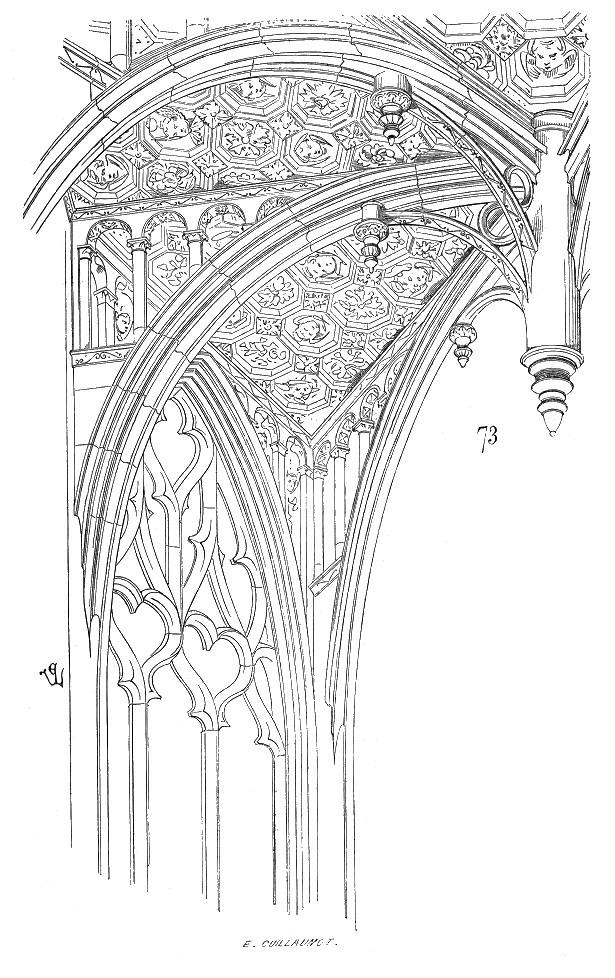
« ... On voit, dans l'église de la Ferté-Bernard, près le Mans, de jolies chapelles du XVIe siècle ainsi voûtées... Viollet-le-Duc : Dictionnaire
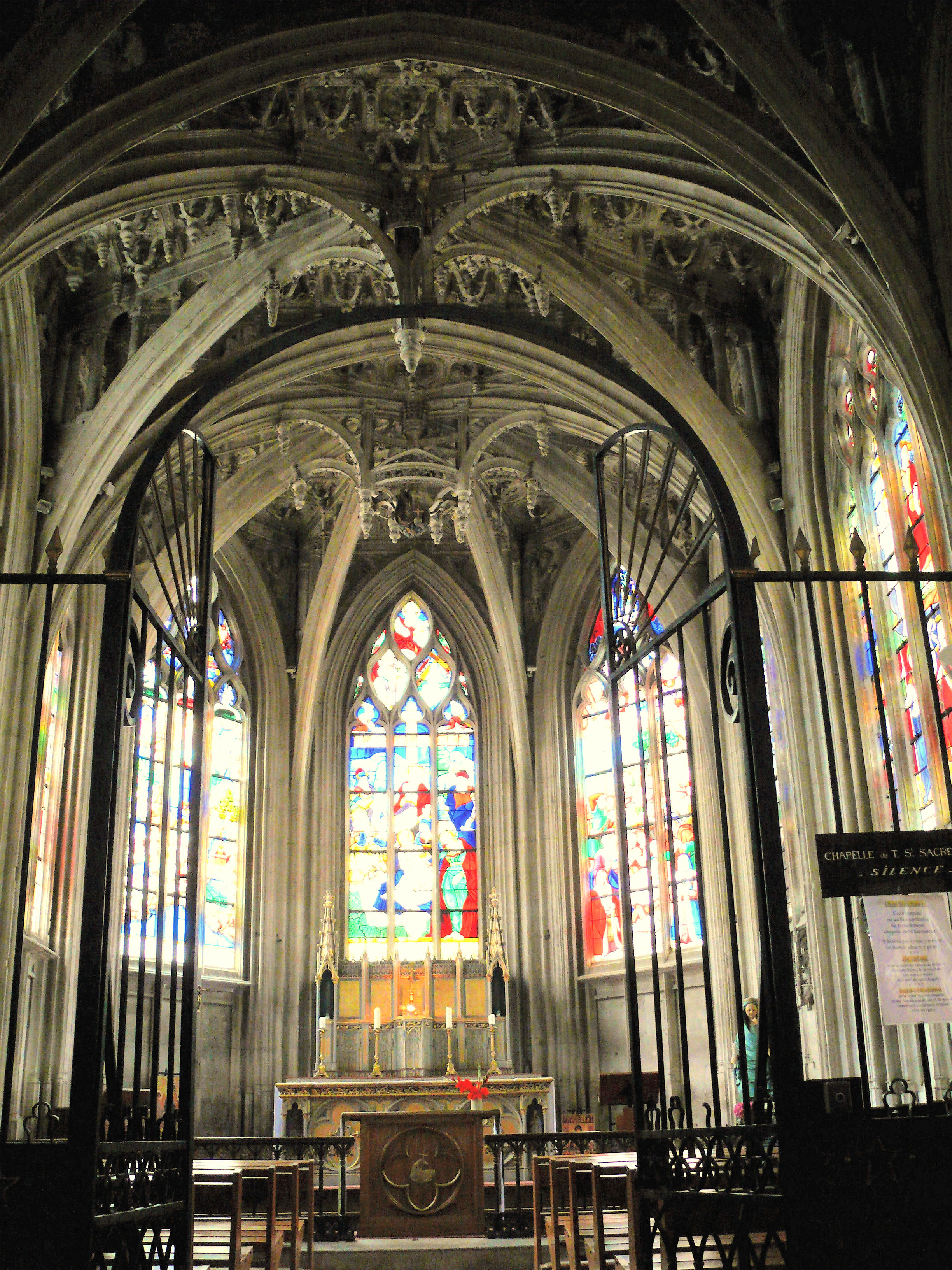
Chapelle d'axe
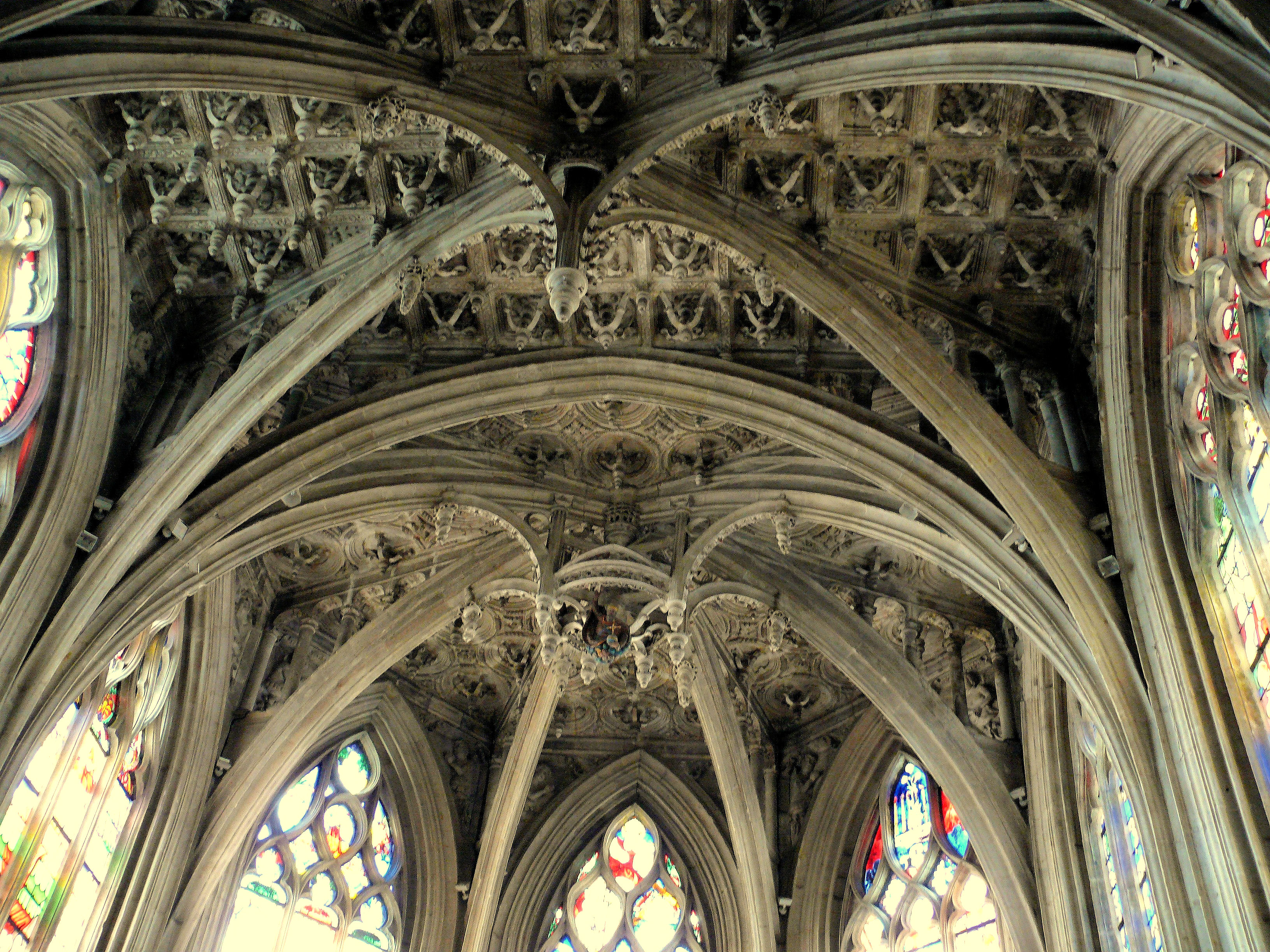
Voûte de la chapelle d'axe

L'architecte réalisa entre 1539 et 1541 les fenêtres du collatéral sud du chœur. L'architecte avait choisi de faire de la façade sud de l'église la façade principale. Ce choix était dû à l'environnement de l'église au moment de sa construction. La façade occidentale s'ouvrait sur une ruelle en impasse, et le portail nord donnait accès au cimetière. Il a donné une importante décoration à cette façade sous une corniche et une balustrade historiée. Les balustrades des chapelles pentagonales sont consacrées à l'hymne Regina Coeli et celle du chœur à l' Ave regina coelorum. On trouve des cartouches sur cette dernière donnant des dates comprises entre 1551 et 1570.

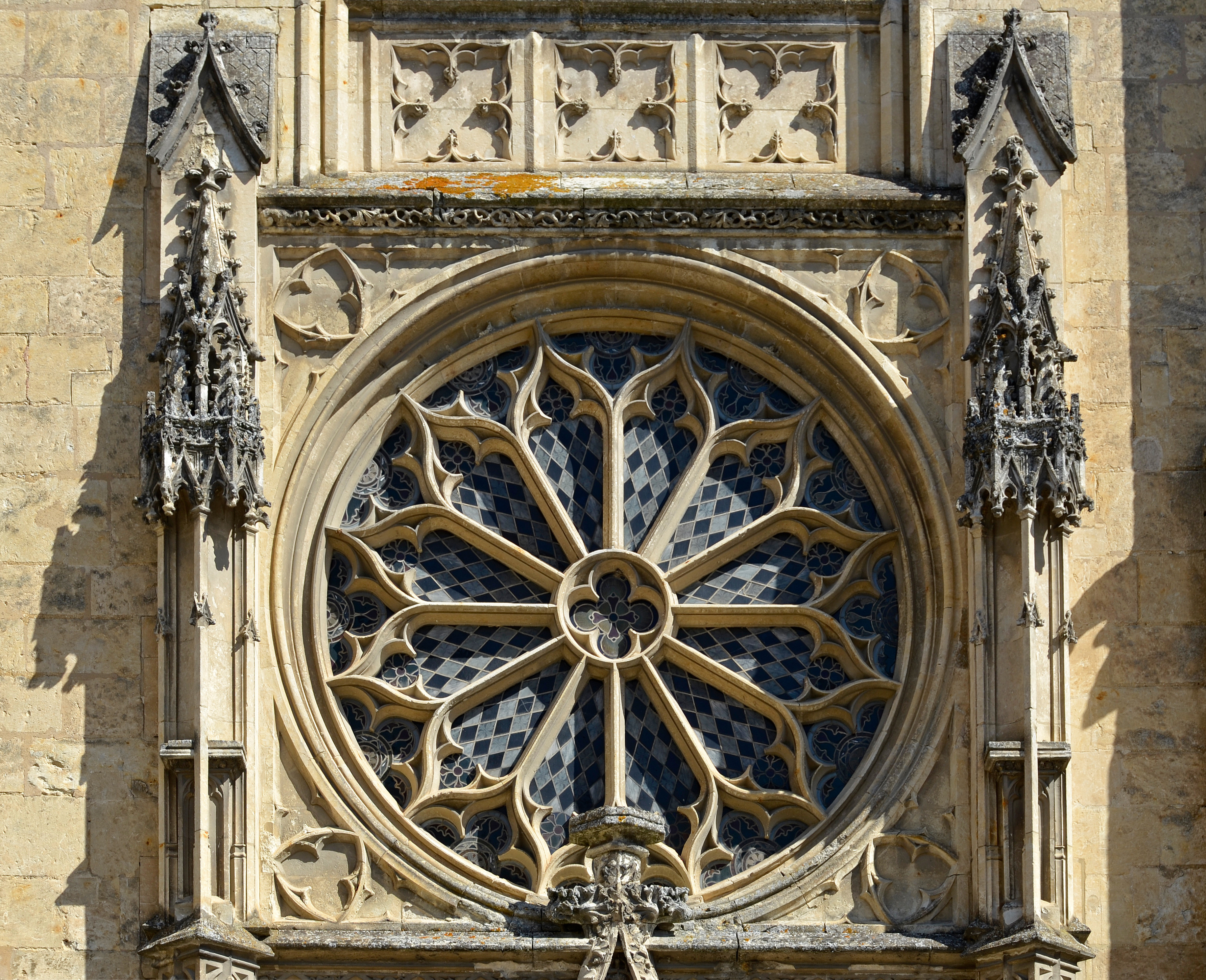
La rosace qui surplombe le portail
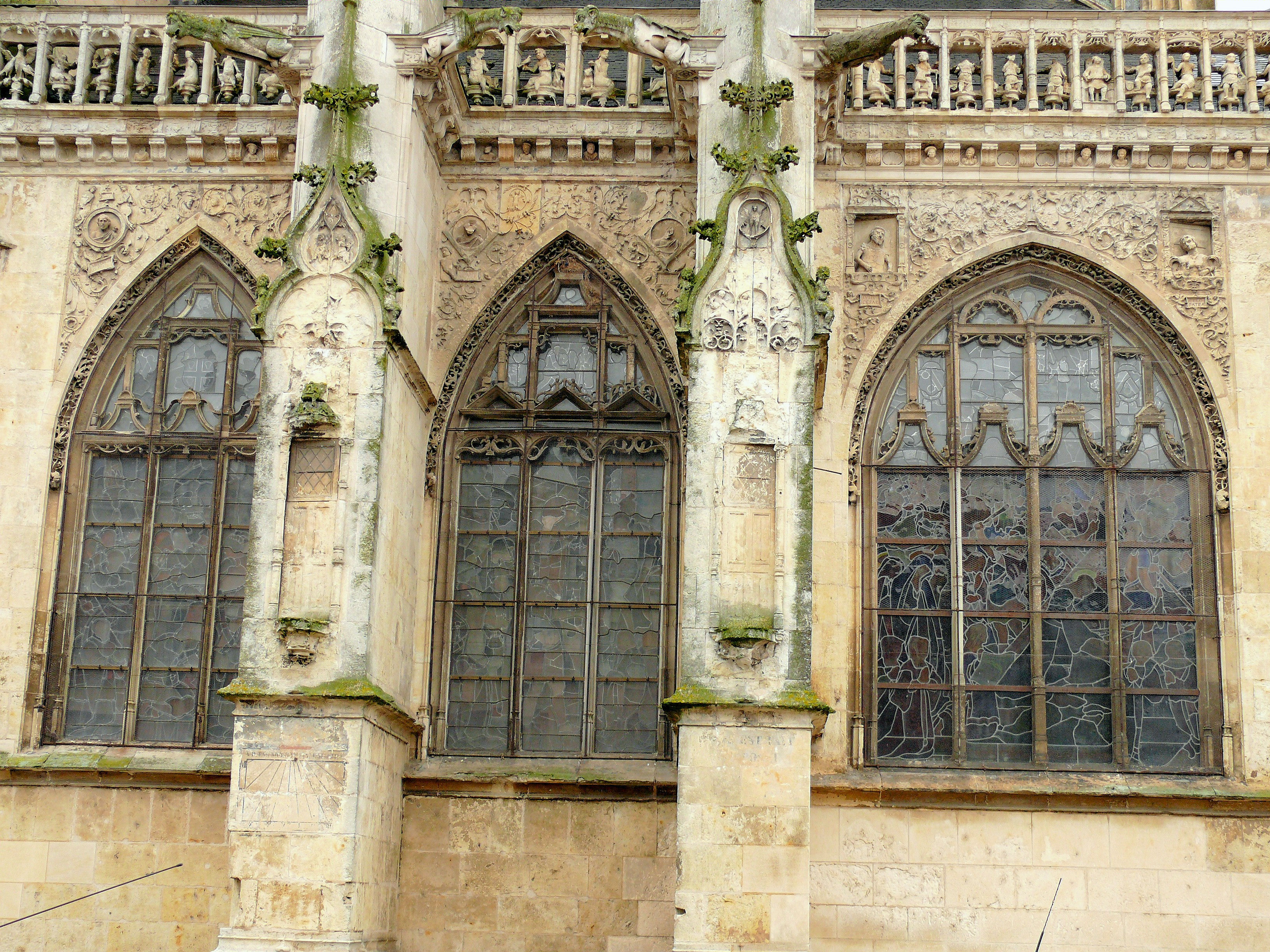
Décoration de la façade sud du chœur
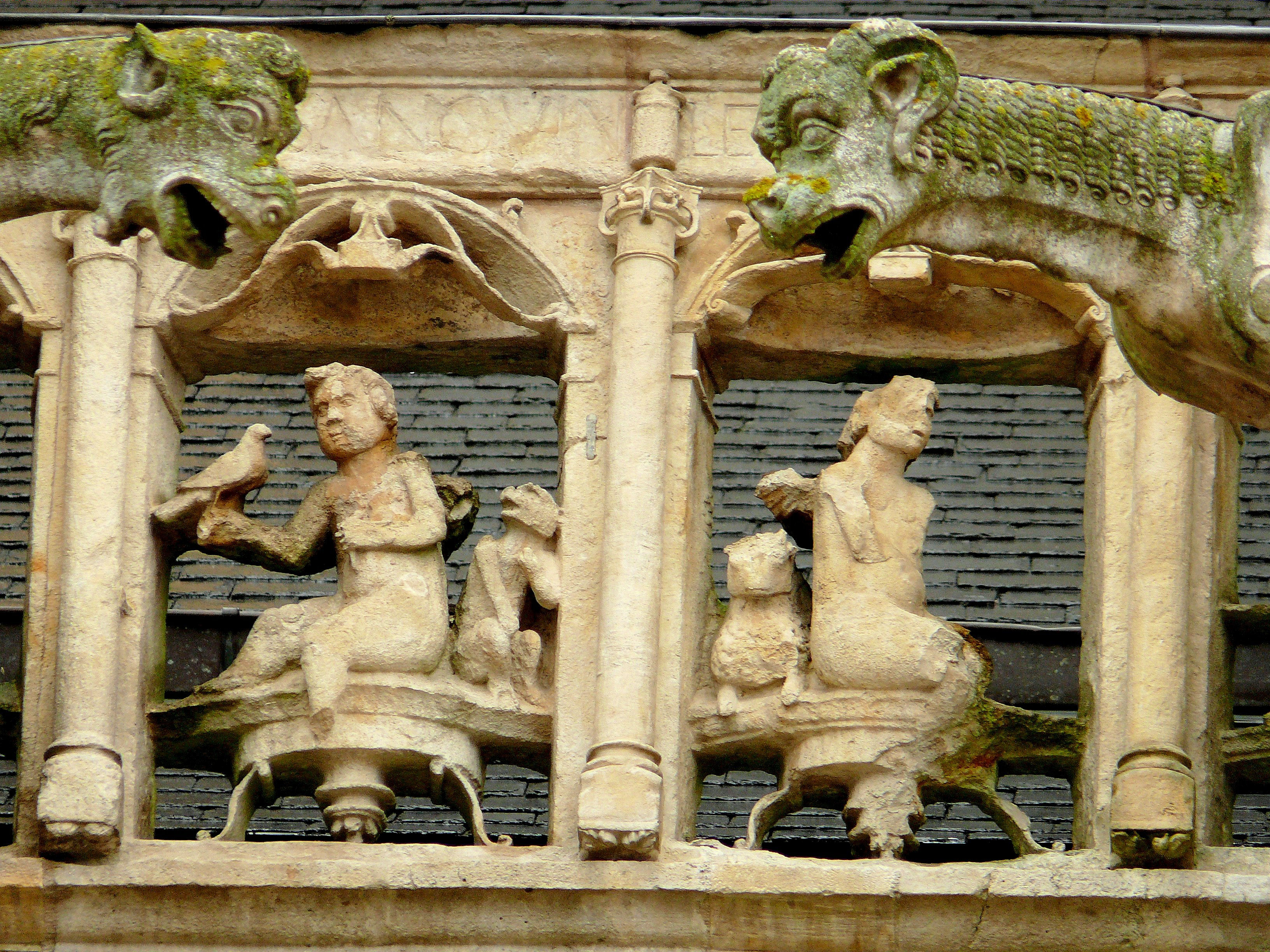
Balustrade de la façade sud
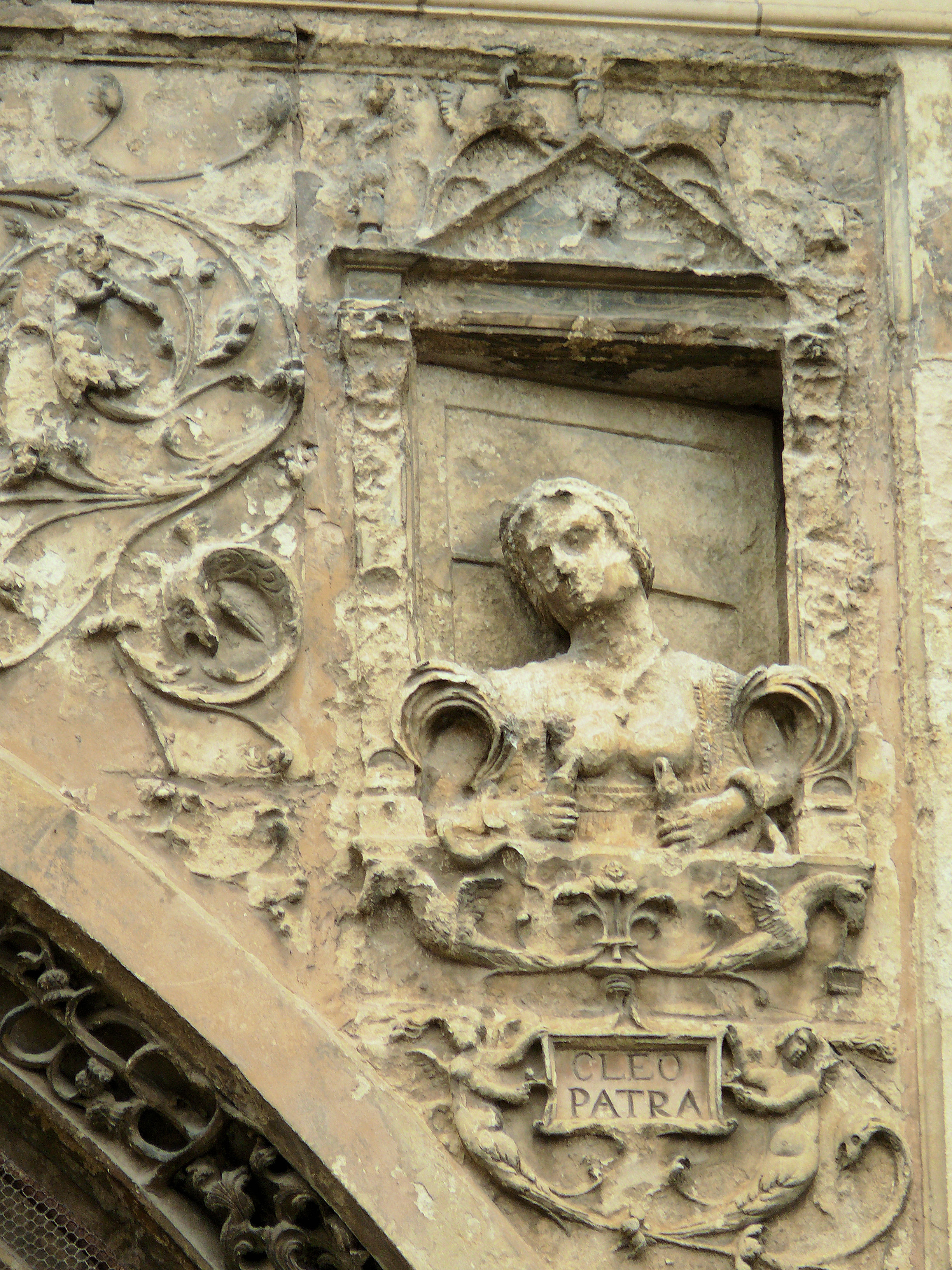
Médaillon de la façade sud représentant Cléopatre
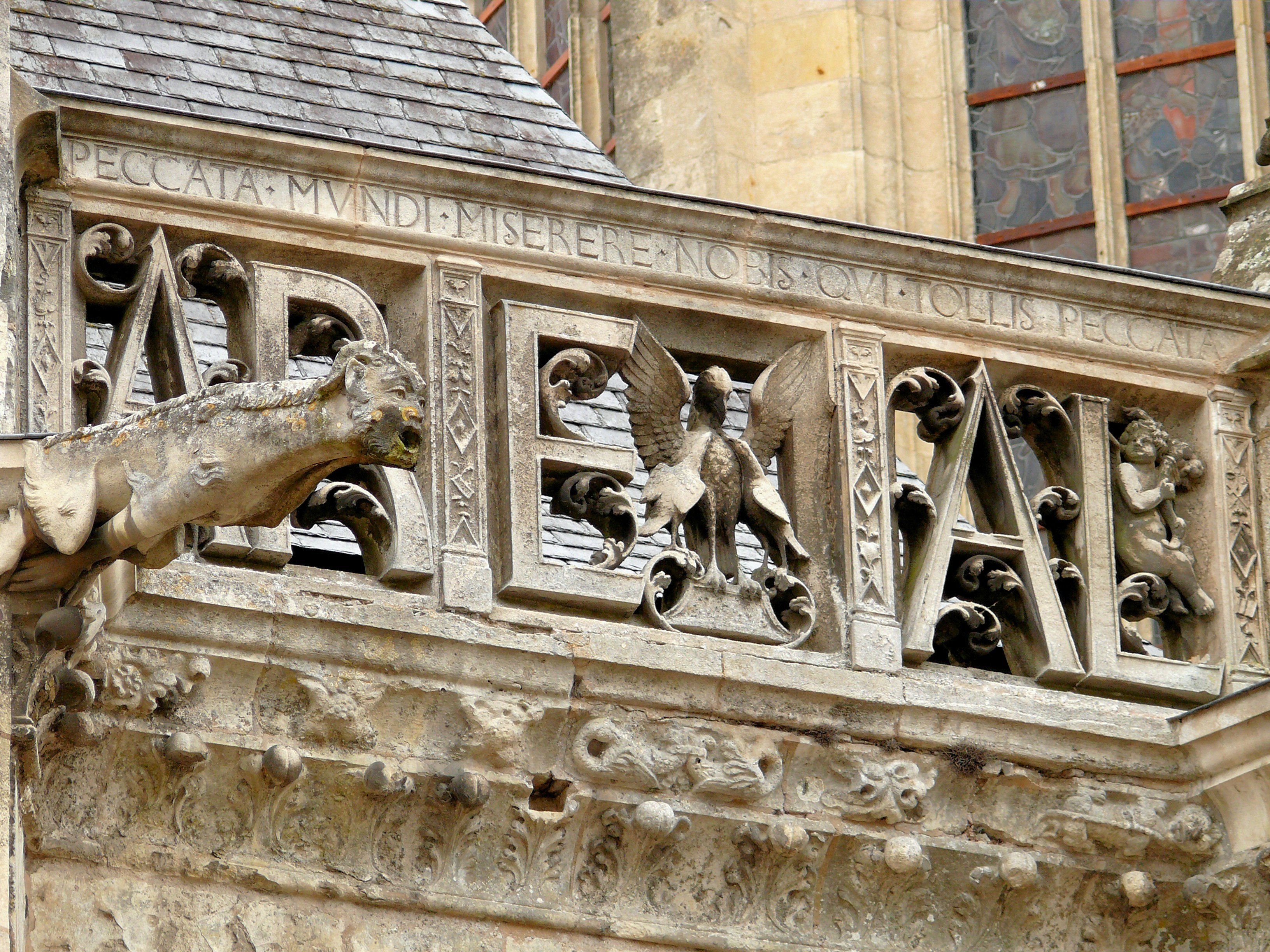
Balustrade de la chapelle d'axe
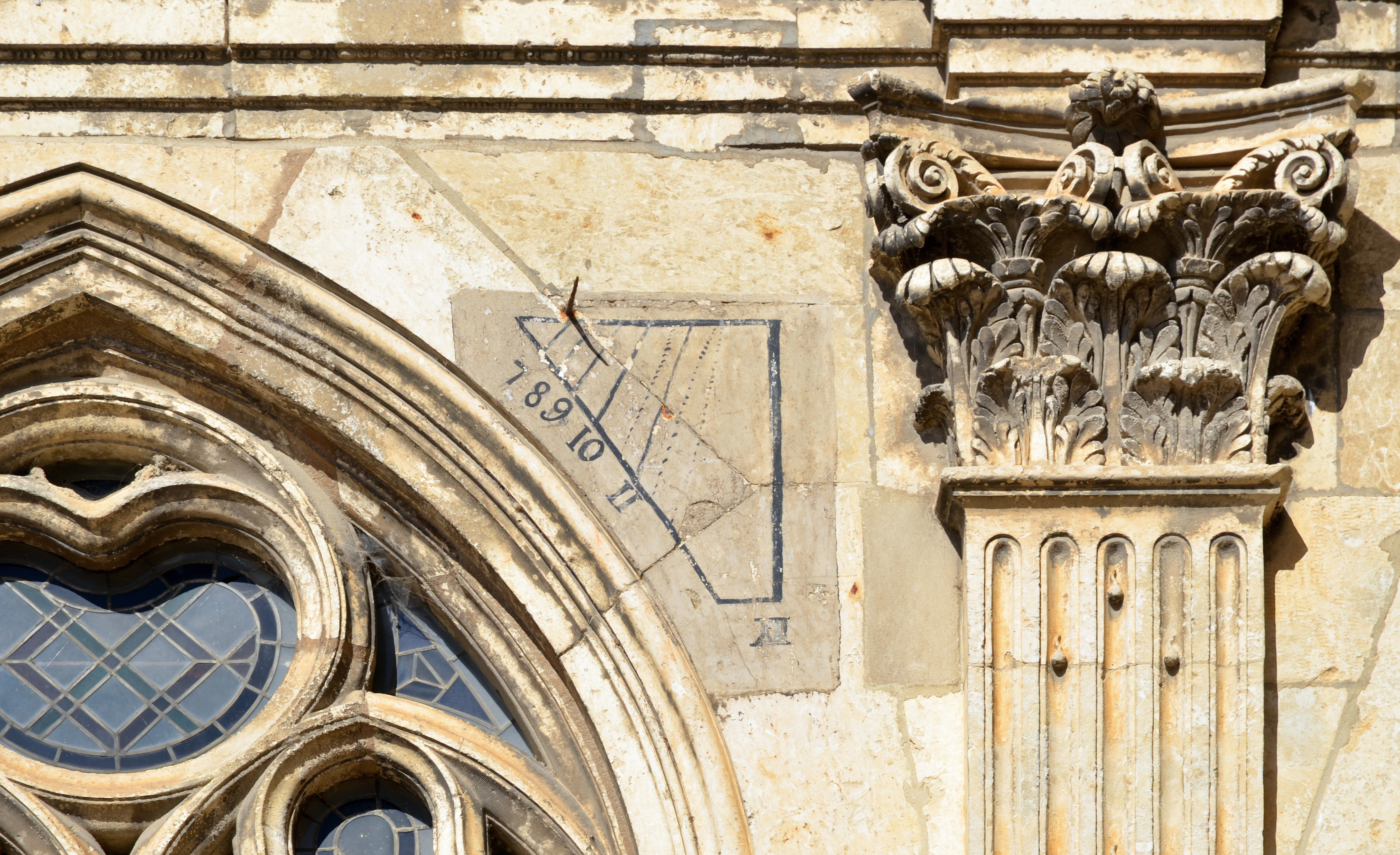
L'un des trois cadrans solaires de la façade
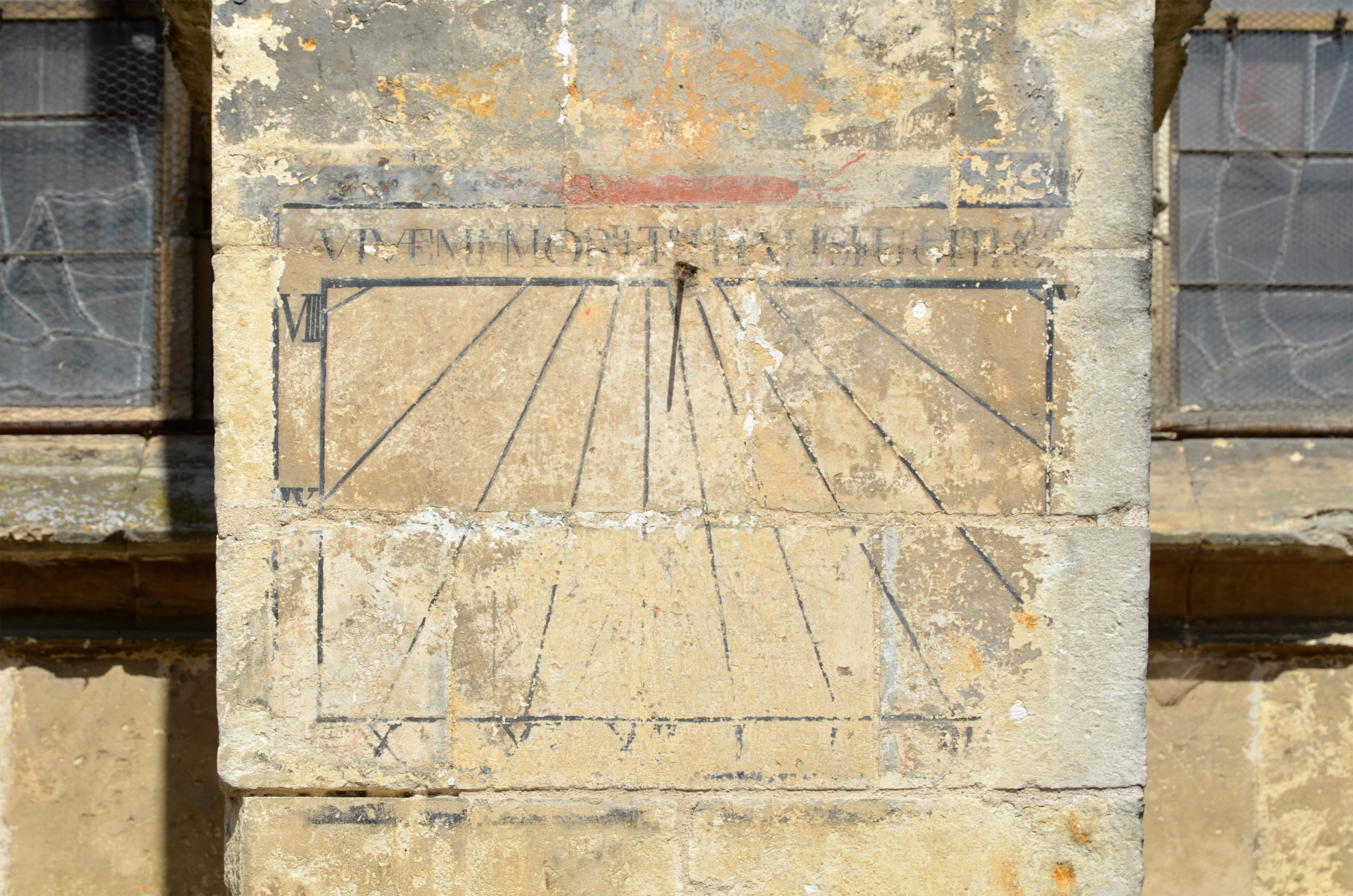
Cadran solaire quasi-méridional sur un contrefort de la façade avec la locution latine Vivens mortalis fugit umbra (Tout mortel passe comme l'ombre)

C'est probablement Mathurin Delaborde qui a décidé de porter les voûtes du chœur à 25 m. Cela a conduit à avoir le comble du toit à presque la même hauteur que le sommet de la tour. Il a choisi d'éclairer le chœur par des fenêtres hautes de 7 m. Sous ces fenêtres se trouve le triforium dont des cartouches donnent le date de 1549.
Jean Marcadé construit en 1569 les trois arcs-boutants du bas-côté nord. Il avait travaillé auparavant sous les ordres de Mathurin Delaborde.
Les voûtes du collatéral sud sont fermées en 1577. Les travaux sont alors confiés à une famille de maîtres maçons, les Viet. Les voûtes du haut chœur sont fermées en 1596. On a alors inscrit au-dessus de l'arc triomphal Ceste œuvre su desus a esté faitte et conduitte par troys frères, Robert, Gabriel et Hiérosme les Vietz, maistres masons 1596. Une des voûtes est aussi signée Jehan Viet maso(n).
La lenteur de la construction était due aux faibles ressources de la fabrique. Ses revenus ne dépassaient pas 700 à 800 livres par an. Pour permettre d'accélérer la construction, un cordelier de la Ferté devenu par la suite conseiller et confesseur de l'empereur Charles Quint, Jean Glapion (La Ferté-Bernard (Sarthe), ca. 1460 - Valladolid, 14 septembre 1522), avait obtenu avant 1522 des indulgences de Rome. En 1533 le roi François Ier avait donné des subsides. Cependant ces revenus n'ont pas suffi à compenser la crise que l'arrivée de l'or américain avait provoquée en dépréciant la monnaie. Celle-ci avait perdu la moitié de sa valeur entre 1525 et 1550.
Les guerres de religion n'ont pas eu de conséquence fâcheuse sur l'édifice malgré le siège de 1590.
Une chapelle a été ajoutée en 1623.
La petite flèche de la tour, détruite en 1740, a été rétablie par l'architecte diocésain Denis Darcy en 1880. La restauration de l'église a été terminée en 1890.

## L'orgue

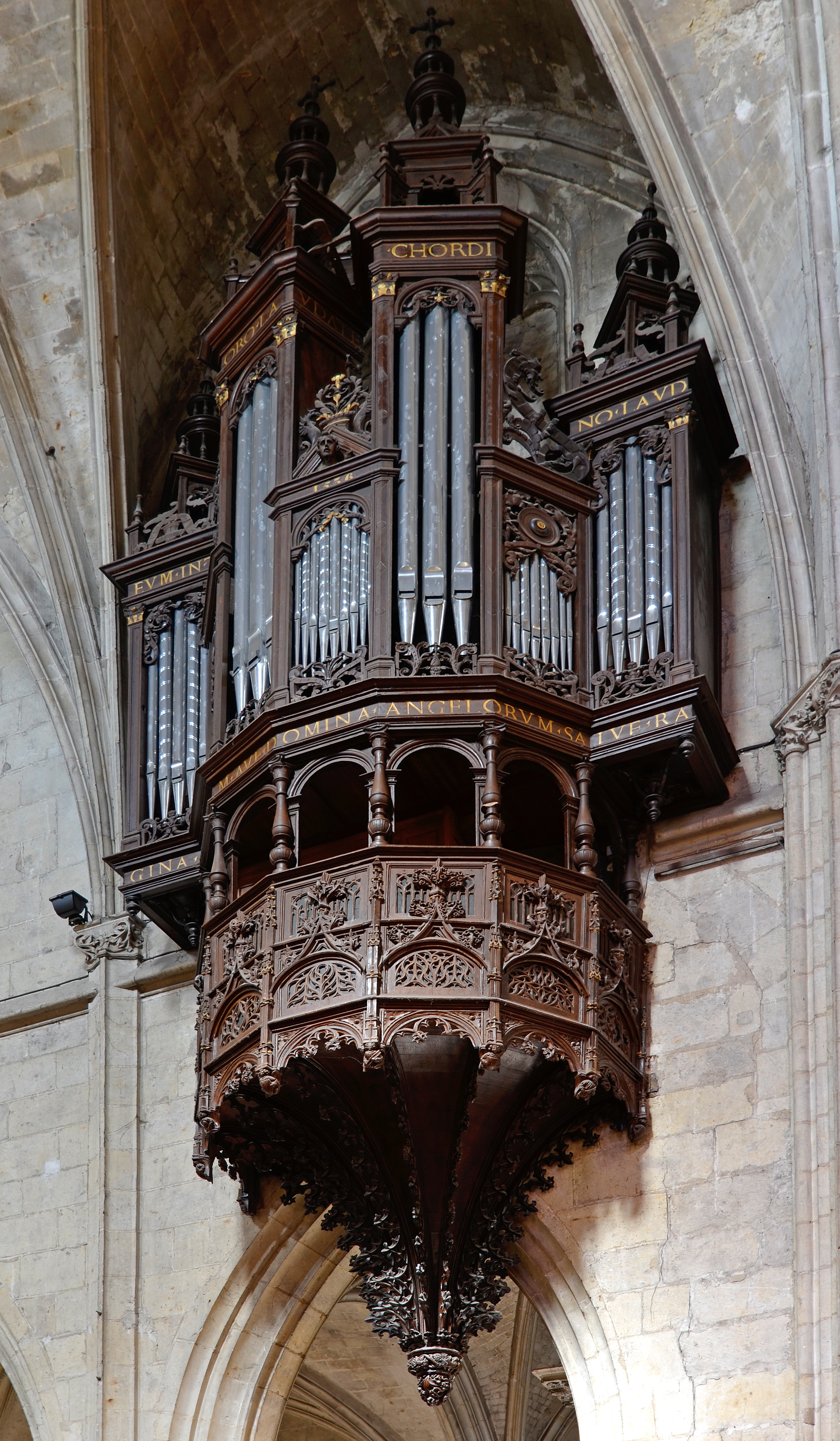
L'orgue de l'église

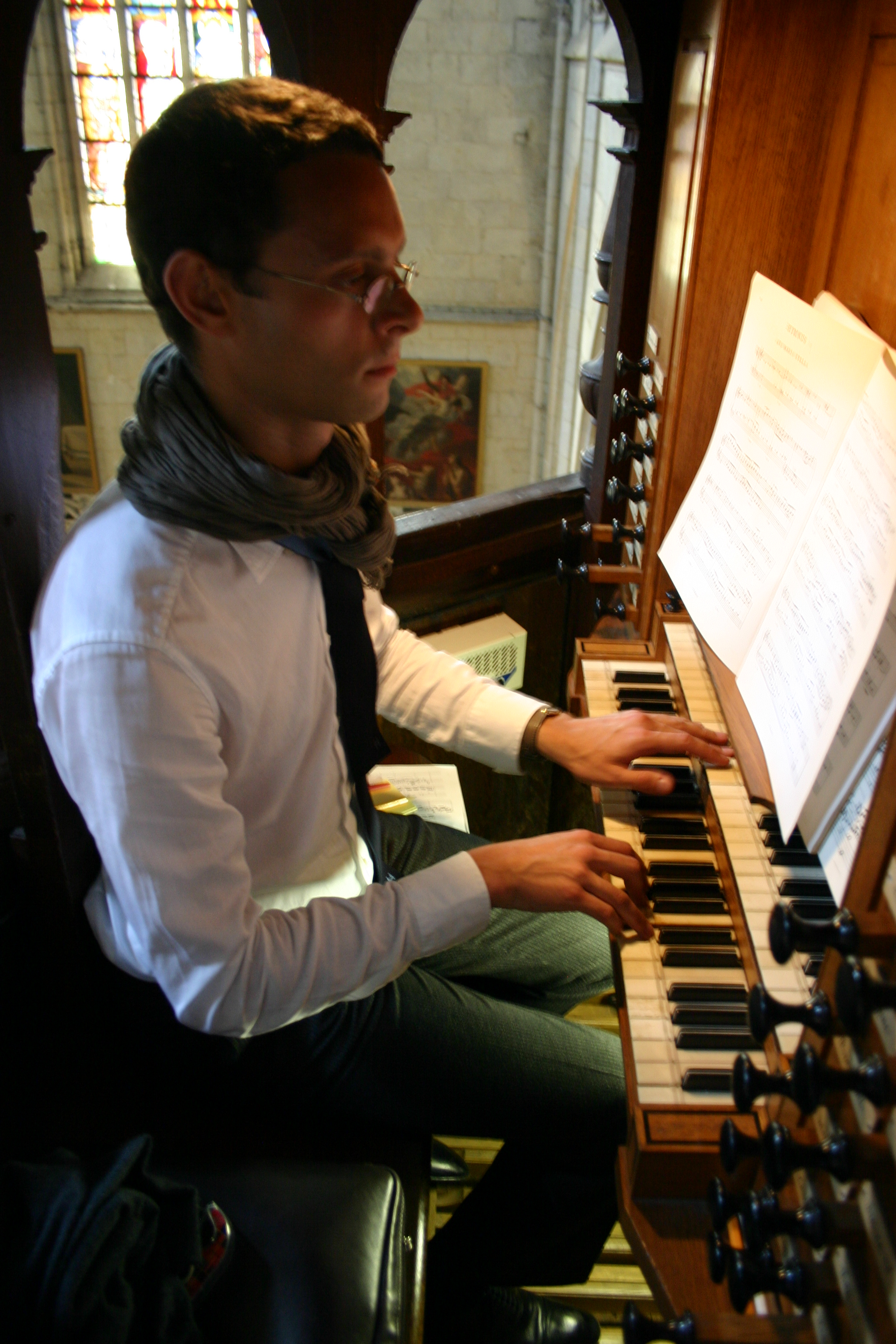
L'organiste Benjamin Alard à l'orgue de l'église Notre-Dame des Marais en 2010

L'orgue est situé dans la troisième travée de la nef, côté nord.
En 1501, un premier instrument - et le cul-de-lampe qui le supporte - est réalisé par Éverard Baudot. 
L'orgue est refait en 1536 par le facteur du Mans Pierre Bert, qui a réalisé précédemment l'instrument de la Cathédrale. L'instrument prend place dans un buffet du menuisier fertois Sainctot Chemin et comporte des inscriptions tirées de l'antienne mariale Ave Regina coelorum et du psaume 150.
Remanié de nombreuses fois jusque dans les années 1930, l'orgue est entièrement refait en 1986 par les ateliers nantais de Jean Renaud et Gildas Menoret, selon une esthétique d'orgue à la française du XVIIe siècle. Doté de deux claviers manuels et d'un pédalier, sa composition est la suivante :
| Grand Orgue (50 notes) | Positif (50 notes) | Pédale                                  |
| ---------------------- | ------------------ | --------------------------------------- |
| Montre 8               | Bourdon 8          | Principal 8 (emprunt Montre du G.O.)    |
| Bourdon 8 à cheminée   | Flûte à biberon 4  | Trompette 8 (emprunt trompette du G.O.) |
| Prestant 4             | Flageolet 2        |                                         |
| Quinte 2 2/3           | Petit nazard 1 1/3 |                                         |
| Doublette 2            | Flageolet 1        |                                         |
| Tierce 1 3/5           | Voix humaine 8     |                                         |
| Fourniture 2-5 rangs   | Cromorne 8         |                                         |
| Cymbale 3 rangs        |                    |                                         |
| Cornet 5 rangs         |                    |                                         |
| Saqueboute 8           |                    |                                         |

## Les vitraux
L'église est aussi célèbre par une collection de vitraux de la fin du XVe siècle et du XVIe siècle. Leur histoire ainsi que celle de l'église ont été écrites par Léopold Charles (1822-1874), fonctionnaire municipal de La Ferté-Bernard, et son fils, l'abbé Robert Charles (1847-1887).
C'est à partir de 1837, au Congrès archéologique de France du Mans, que Léopold Charles demanda le classement de l'église comme Monument historique. Il publie la première étude sur l'église en 1845 et a par la suite continué à mettre à jour les informations. Il devient un correspondant du ministère des Beaux-Arts en 1854.
Pour permettre de mieux comprendre les vitraux, Léopold Charles a suivi une formation pratique sur la peinture sur verre auprès d'Eugène Hucher, archéologue du Mans. Il travailla ensuite à la restauration des vitraux.
Suivant sa volonté de faire connaître l'église et ses vitraux et d'y intéresser l'administration des Beaux-Arts, il rédige une notice sur l'histoire des vitraux où il fait des peintres-verriers Jean Courtois et Robert Courtois des émailleurs de Limoges, sans aucune preuve. Le troisième peintre-verrier de la Renaissance est François Delalande dont il fait un membre d'une lignée de peintres-verriers établis à la Ferté-Bernard pendant 150 ans. Ces histoires ne reposent sur aucune preuve, mais elles permettent de sauver l'église et ses vitraux.
Les vitraux ont dû subir les vicissitudes du temps. Certains ont disparu et ne sont connus que par les archives de la fabrique, d'autres ne sont conservés qu'en partie ou ont changé d'emplacement.

### Les vitraux duXVesiècle

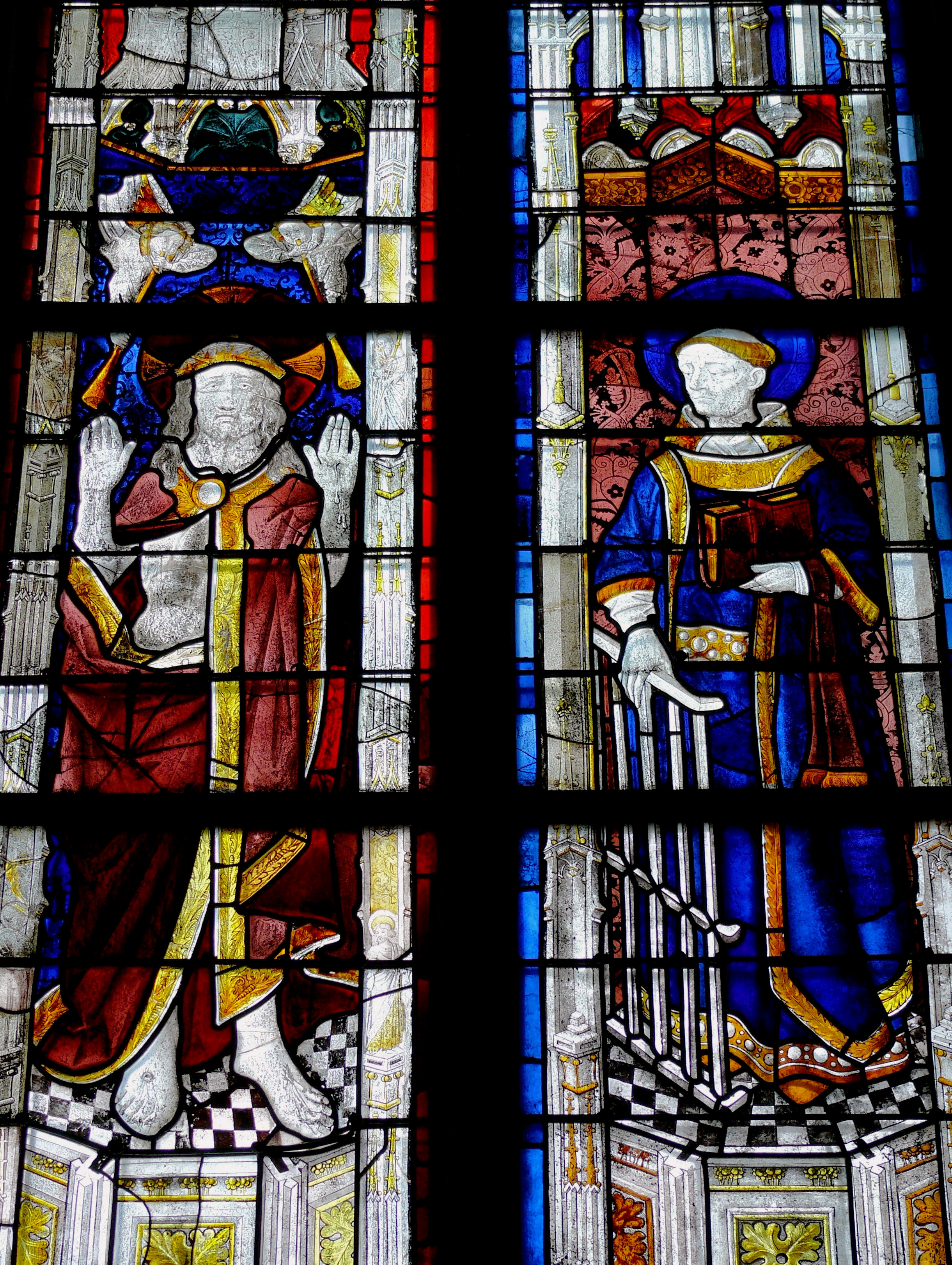
Notre-Seigneur montrant les cinq plaies et saint Laurent

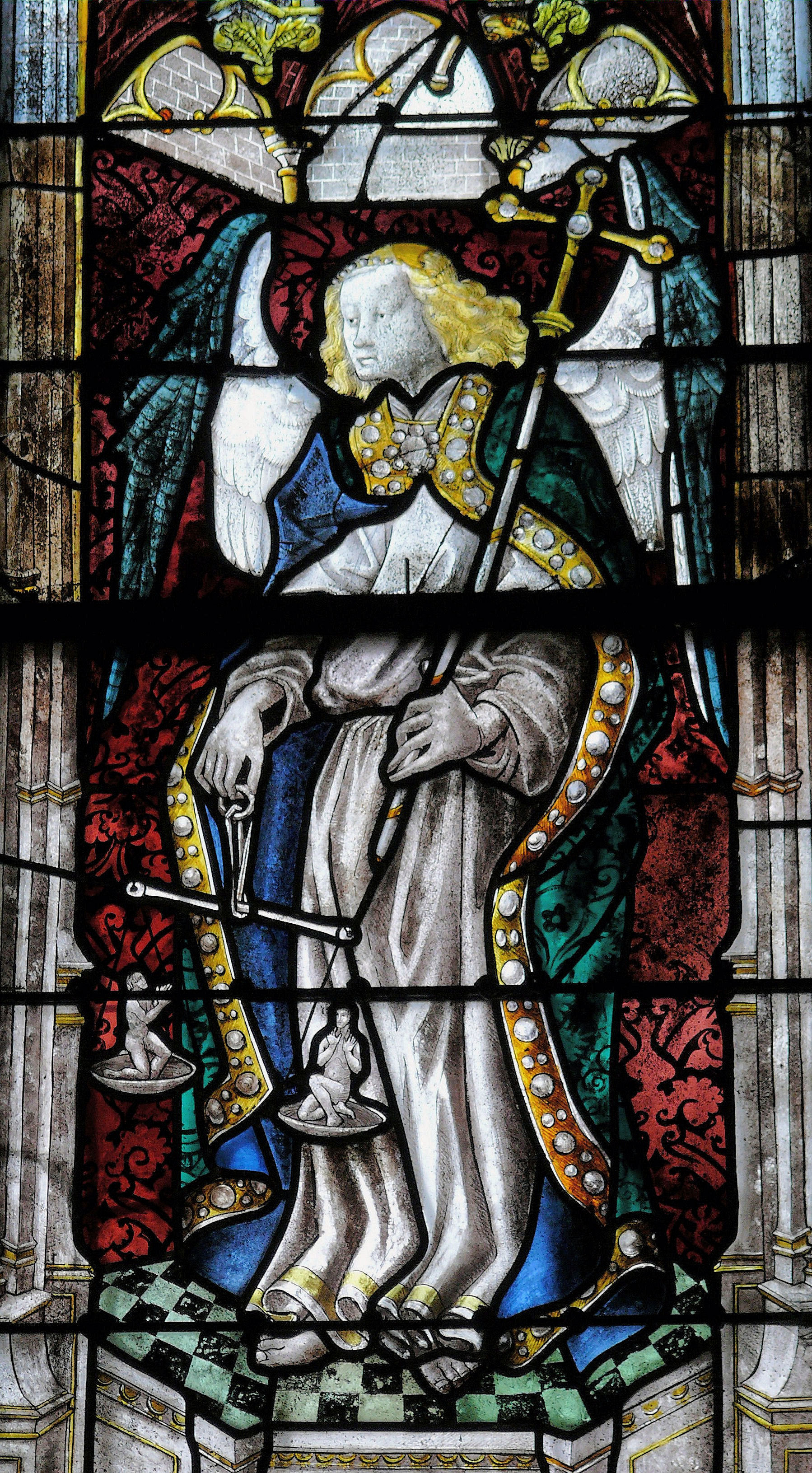
Saint Michel

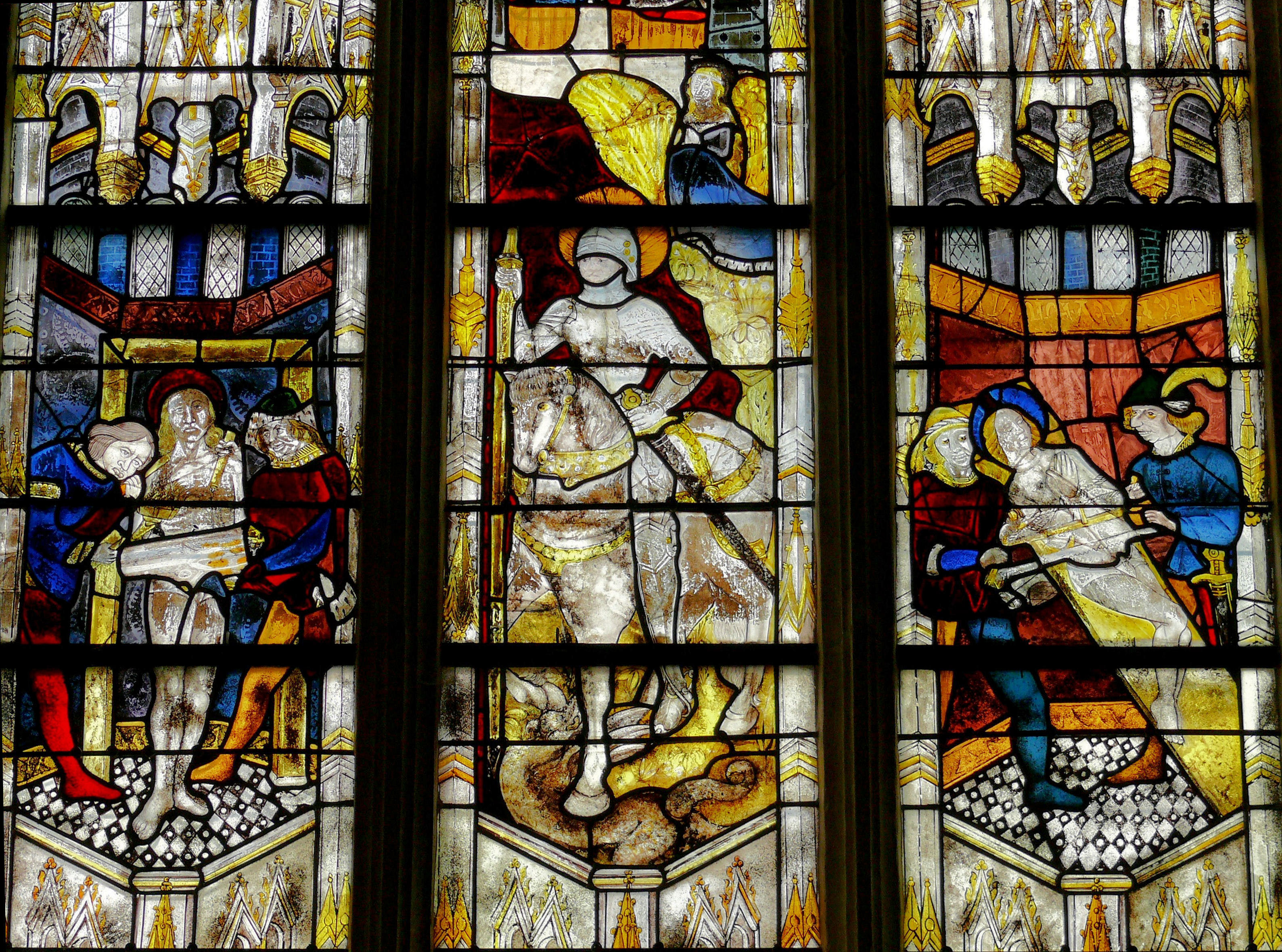
Verrière de la vie de saint Georges : à gauche, les flancs du saint sont brûlés par deux bourreaux, à droite, il est scié en deux, au centre, saint Georges triomphe du dragon

L'église Notre-Dame-des Marais a conservé des vitraux du XVe siècle. Les vitraux les plus anciens se trouvent dans les deux premières verrières du collatéral nord du chœur.
Dans la première baie, baie no 5 (ce numéro donné par Jean Lafond n'est pas conforme au principe de numérotation adopté dans le Corpus vitrearum), la verrière date de 1484-1486. Elle porte les armes de Jean de Bourbon et de Catherine d'Armagnac. On voit dans le tympan Dieu le Père, Anges portant les instruments de la Passion, Anges chanteurs, Anges sonnant de la trompette. Au-dessous se trouve trois figures : saint Bernardin de Sienne, Notre-Seigneur montrant les cinq plaies, saint Laurent. Il y a aussi, en bas à droite Saint Pierre en pape, et la Vierge de Pitié qui sont des fragments de vitraux du XVe siècle.
La baie suivante, no 6, porte les armes de Louis XI, de Charles d'Anjou et du dauphin. Les sujets des vitraux ont été remplacés par une Vierge à l'Enfant, un Saint archevêque et Saint Michel datant du dernier tiers du XVe siècle.
La baie no 7 a conservé un décor Renaissance et des scènes de la Passion du XVe siècle en haut de la verrière, sauf la Résurrection. En bas, au milieu, ont été remontés des fragments d'une Résurrection de Lazare du XVIe siècle, peut-être attribuable à Robert Courtois.
La baie no 26, dans le collatéral sud de la nef, un vitrail portant les armes de Louis XII est consacré à l'histoire de saint Georges.

### Les vitraux duXVIesiècle

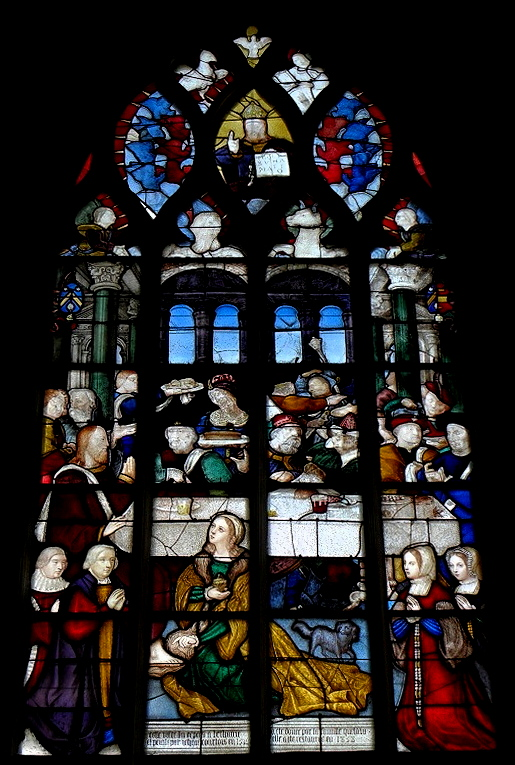
La verrière Le repas de Jésus à Béthanie, réalisée en 1534 par Jean Courtois, offerte par la famille Quélain. La moitié inférieure a été en grande partie réalisée en 1858

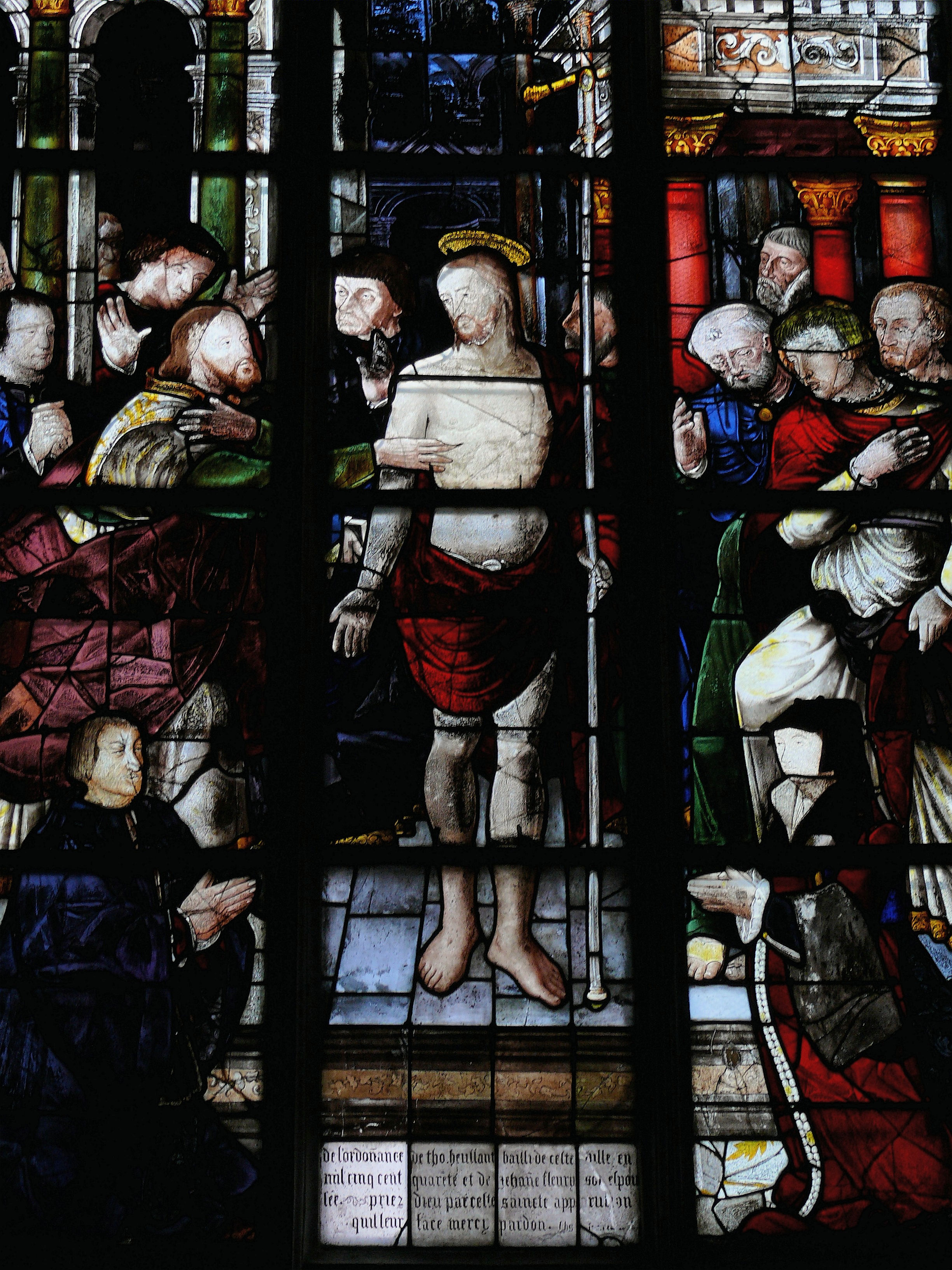
La verrière de l' Incrédulité de saint Thomas offerte par Thomas Heullant, bailli de la ville, en 1540

Ces vitraux ont été réalisés par Robert Courtois, Jean Courtois et François Delalande. 
Robert Courtois avait réalisé pour la façade occidentale, en 1498, un vitrail de l' Arbre de Jessé  aujourd'hui disparu. Il a vécu une dizaine d'années à la Ferté-Bernard. Léopold Charles lui a attribué les verrières de La Dormition de la Vierge et de La Résurrection de Lazare.
Léopold Charles avait fait de Jean Courtois le fils de Robert Courtois, sans preuve. Il lui a attribué la verrière de La Nativité, partiellement conservée. On peut lui attribuer les verrières Le Repas de Jésus à Béthanie. Il avait réalisé en 1533 une verrière de l' Annonciation pour la chapelle d'axe (baie n°14) aux frais de Claude de Lorraine et d'Antoinette de Bourbon. Ce vitrail a disparu et a été remplacé par La Déploration du Christ qui se trouvait dans la baie n°25. Deux panneaux représentant La Nativité datant de 1534 ont été remontés dans la baie no 1.
François Delalande est le descendant d'une génération de peintres-verriers. La fabrique lui a commandé les verrières de La Légende de saint Julien (baie no 12), La Légende de saint Nicolas (pour la baie no 13 mais dont les fragments sont remontés dans la baie no 19). Des fragments de vitraux légendaires réalisés pour les baies no 12 et no 13 ont été remontés dans la baie no 20.
D'autres vitraux ont été réalisés par des peintres-verriers non connus :
- baie no 16 : L'Immaculée-Conception donnée en 1534 par la famille Le Boindre, restauré en 1858,
- baie no 17 : Vie de saint Jean-Baptiste donné en 1533 par Maistre Nicolas Quelain, natif de ceste ville, président ès enquêtes au parlement de Paris, restauré en 1858

Trois vitraux peuvent être attribués au maître de l' Incrédulité de saint Thomas :
- baie no 18 : Incrédulité de saint Thomas offert en 1540 par Thomas Heullant, bailli de la ville
- baie no 22 : Ecce homo, fait vers 1540
- baie no 23 : Baiser de Judas, fait vers 1540

La baie no 19 est faite de remontages de plusieurs fragments de vitraux.

### Les vitraux duXVIIesiècle
Ces vitraux se trouvent sur les fenêtres hautes du chœur. Si on adopte la numéroration du Corpus vitrearum :
- baie no 100 : dans la fenêtre d'axe, Crucifixion, donnée par Anne d'Este-Ferrare et représentée avec son mari François de Lorraine, duc de Guise et baron de la Ferté-Bernard,
- baie no 101 : Saint-Georges tuant le dragon, vers 1616
- baie no 102 : Résurrection de Notre-Seigneur, donné par la famille Heullant, vers 1600
- baie no 103 : La Pentecôte, donné par Éienne Le Boindre, en 1606
- baie no 104 : L'Ascension, très mutilé et restauré en 1839
- baie no 105 : La Patience de Job, datée de 1599
- baie no 107 : Jésus au jardin des oliviers, datant de 1600

Le vitraux des fenêtres hautes permettent de voir, en le comparant à ceux du XVIe siècle, de la perte de qualité de cet art à partir de 1600. L'usage des vitraux va presque disparaître jusqu'à leur réapparition à partir de 1830.

### Les vitraux duXIXesiècle

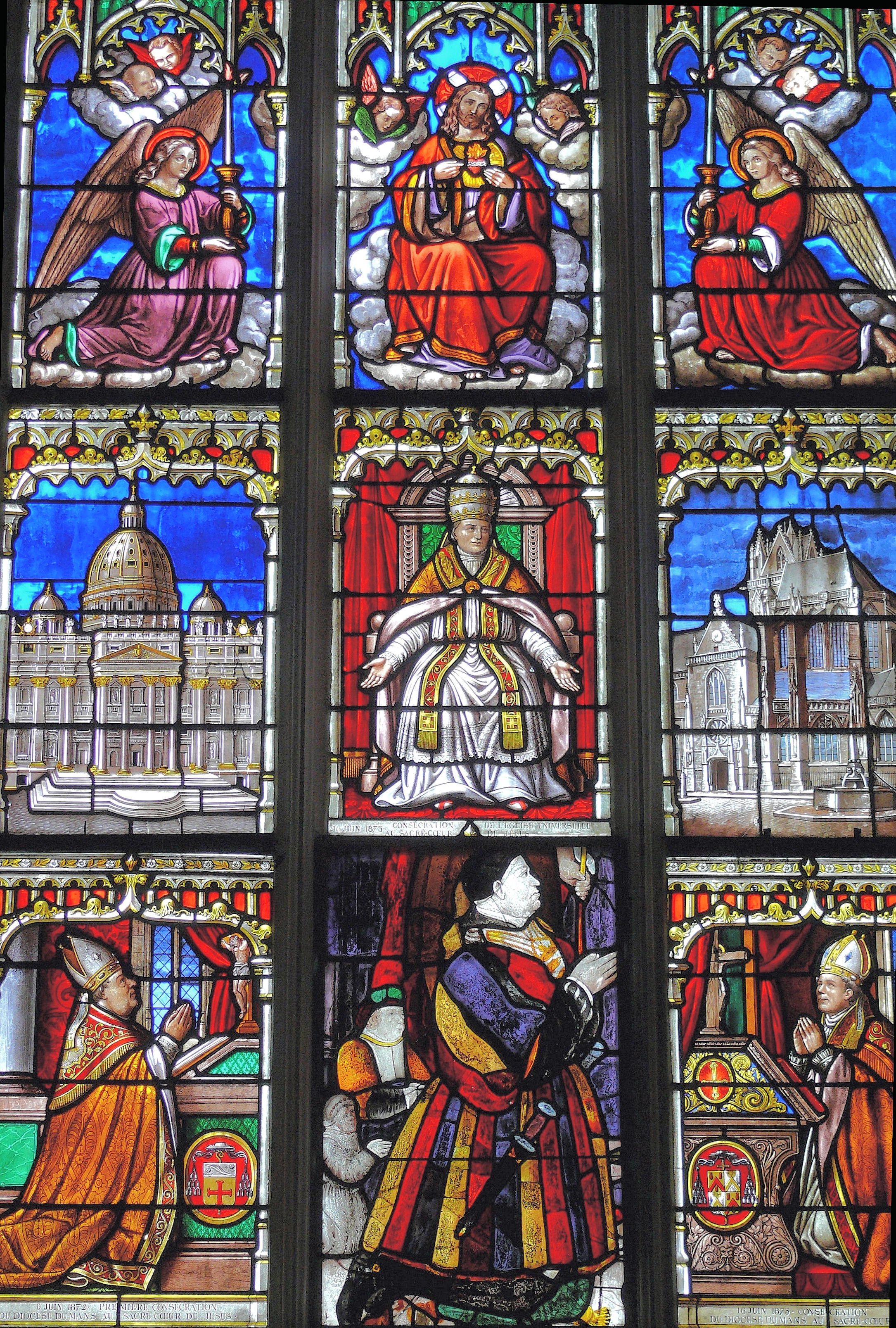
Vitrail de l'Immaculé Conception

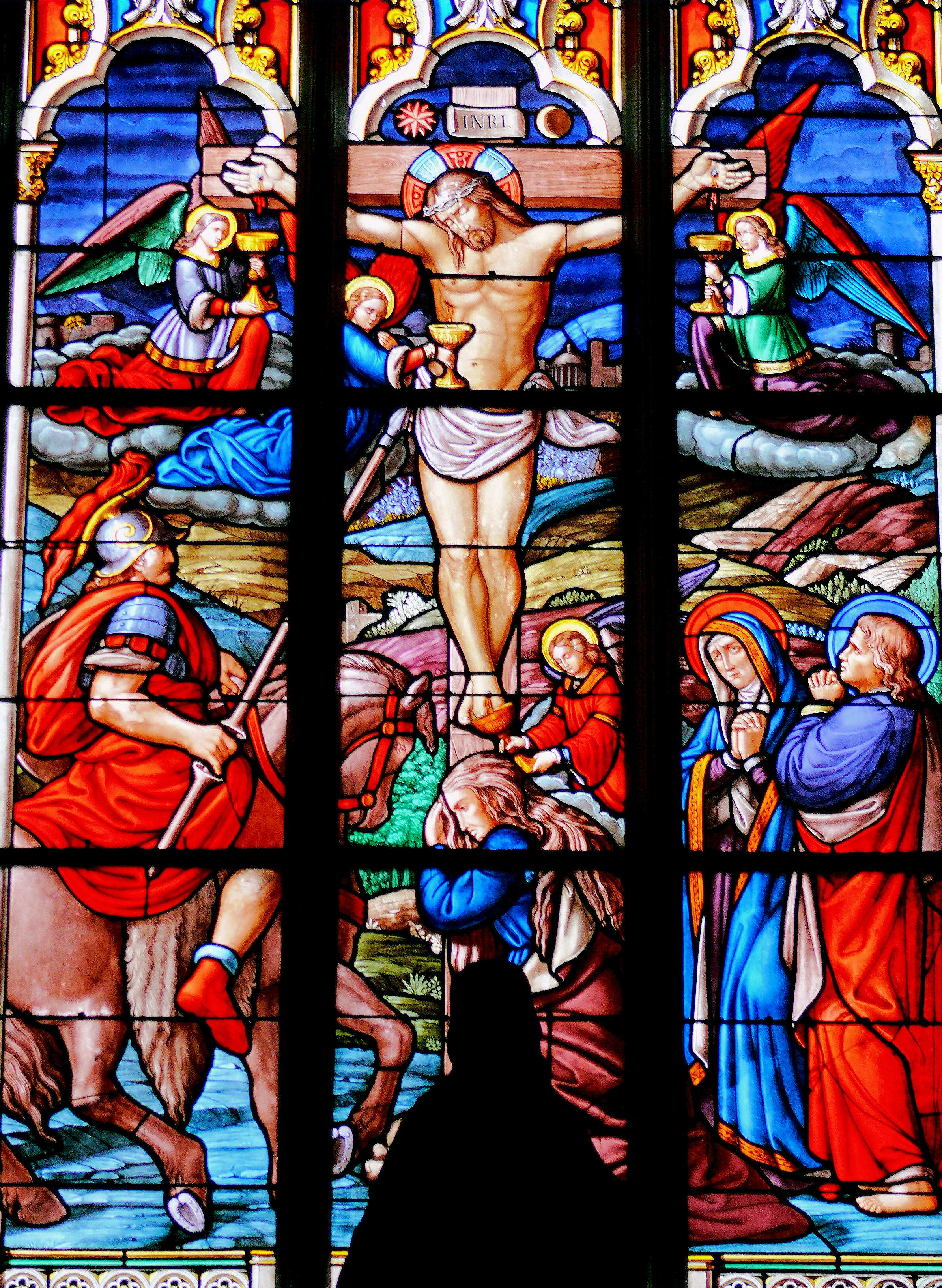
Verrière de la Crucifixion

Des vitraux ont été réalisés pour certaines verrières après la restauration de l'église. Dans la chapelle du Sacré-Cœur, le vitrail de l'Immaculé-Conception. Dans la partie basse de ce vitrail, dans l'axe, le peintre-verrier a réutilisé une représentation de donateur datant de 1525.